# 约翰·颠地
约翰·颠地（John Dent，1821年—1892年）是英國商人和政治人物，19世紀宝顺洋行的創始人托马斯·颠地的侄子。约翰·颠地曾經出任香港立法局議員和上海公共租界工部局總董。

## 生平
约翰·颠地的叔叔托马斯·颠地于1820年代在广州创办了宝顺洋行 ，他的另一位叔叔兰斯禄·颠地也曾擔任宝顺洋行的负责人。
约翰·颠地後來也加入了宝顺洋行 。1857年，他出任香港立法局議員。 1863年，他出任香港總商會的第三任主席。1858年至1867年，约翰·颠地還兼任薩丁尼亞王國和義大利王國驻香港的领事。1867年，宝顺洋行由於受长期萧条影響而破产。 
1870年，约翰·颠地在上海繼續經營宝顺洋行原有的業務。 1871年4月至1873年1月期間，他出任上海公共租界工部局總董。